# 흰얼굴기러기
흰얼굴기러기(Branta leucopsis)는 흑기러기속에 속하는 종이다. 흑기러기와 상당한 유사성이 있지만 유전자 분석에 따르면 캐나다기러기 혈통의 동부 파생이다.
흰얼굴기러기는 1803년 Johann Matthäus Bechstein에 의해 처음 분류되었다.

## 생김새
중간 크기의 기러기로, 길이는 55~70센티미터, 날개 길이는 130~145 센티미터, 체중은 1.21~2.23 킬로그램에 달한다. 머리, 목, 윗가슴은 검으며 얼굴은 희다. 배는 흰색이다. 날개와 등은 은색~회색이며 줄무늬는 흑백이다.

## 서식지
그린란드 동부, 스발바르 제도, 핀란드, 러시아 서북부 등에서 번식하고 유럽 서북부로 내려와서 월동을 한다. 한국에서는 2014년 10월 충남 천수만 간월호의 농경지에서 1개체가 관찰된 기록이 있다.